# Немира Володимир Дмитрович
Немира Володимир Дмитрович (нар. 15 листопада 1949, Львів) — український живописець, графік, культурний діяч. Автор пейзажів, архітектурних краєвидів, натюрмортів. Член Національної Спілки Художників України.

## Біографія

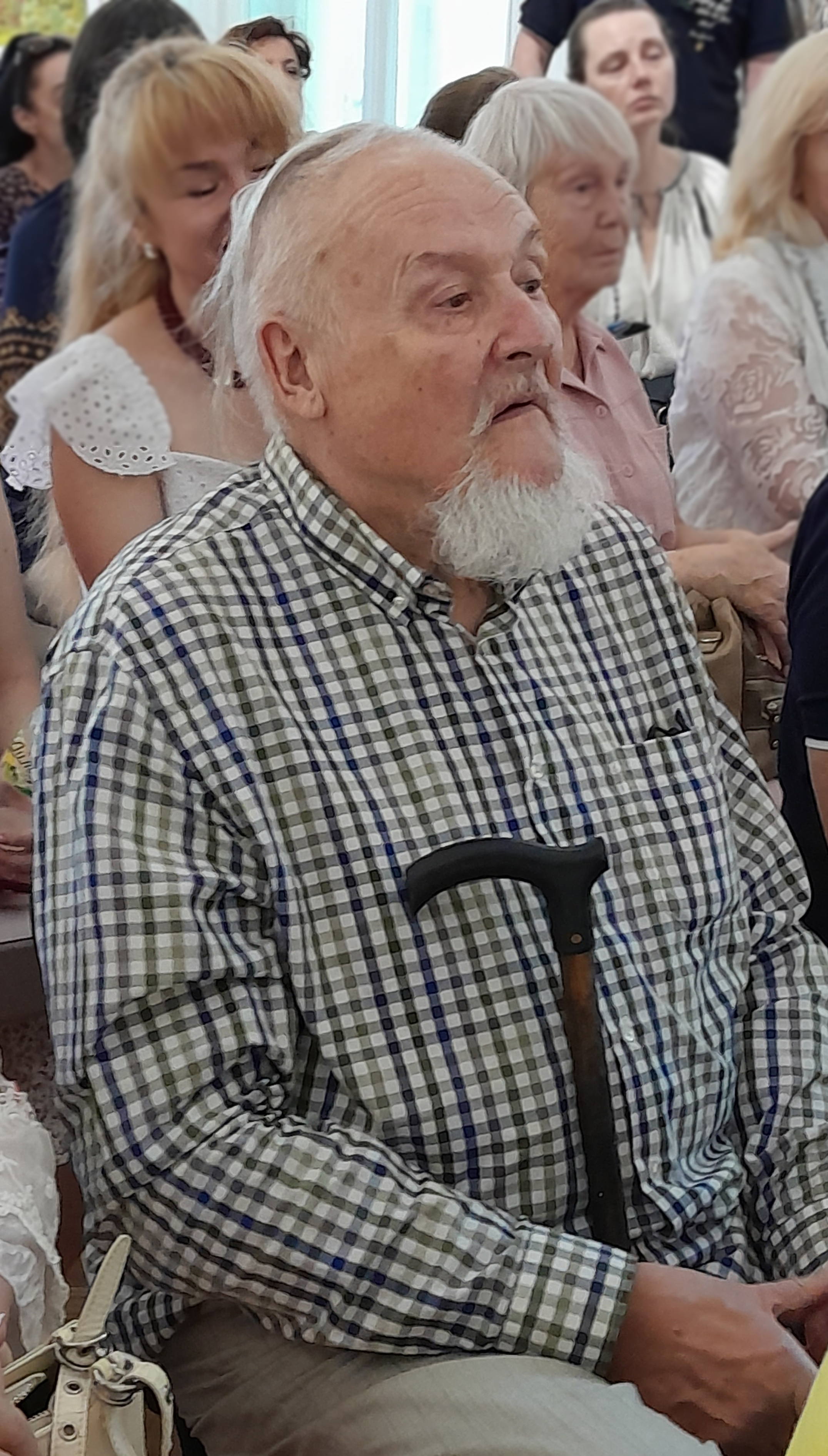
Володимир Немира

Володимир Дмитрович Немира народився 15 листопада 1949 року у Львові. У 1975 році закінчив Львівський інститут прикладного та декоративного мистецтва (викл. В. Овсійчук, І. Томчук). Трудову діяльність розпочав на художньому комбінаті, обіймав посаду керівника відділу дизайну заводу «Автонавантажувач».
У 1993–2008 роках проживав у США. 2008 року повернувся до України.

## Основні роботи
- графіка – «Бабка», «До зірок» (1991),
- «Мальовнича Україна» (1992);
- ілюстрації до книги «Ирій: Поезії» М. Осадчого (1993),
- «Палітра життя» Н. Турбал (2009),
- «Кольорові оповіді» К. Немири-Садовської (2014; усі – Львів);
- «Натюрморт» (2008),
- «Подвір’я», «Козаки. Ніч перед боєм», «Молитва» (2010),
- «Аркан» (2012),
- «Брилі» (2013),
- «І день іде, і ніч іде» (2017),
- «Перекотиполе» (2018).

### Персональні виставки
- Національний будинок художників, Київ, 2009.
- Львівська державна картинна галерея, 2008.
- Національний музей у Львові ім. Андрея Шептицького, 2011.
- Державний музей Лесі Українки, Ялта, 2010.
- Національний музей «Бойківщина», Самбір, 2012.
- КУНФ Канада, Торонто, 2008.
- Виставки в посольстві України в США, Вашингтон, 1996, 2009[5].

- Виставка живопису «Всесвіт» 2014 р. у приміщенні театру ім. Марії Заньковецької .
- Мистецька галерея Гері Боумена 2015. Спільна виставка Володимира Немири з дружиною Катериною Немирою «40 літ опісля».
- Музей Книги Друкарства (Київ). Спільна виставка Володимир Немира, Катерина Немира, 2015.
- У Галереї мистецтв ЧНУ ім. Петра Могили Спільна виставка Володимир Немира Катерина Немира. « Чуття образу» Проект « Схід -Захід Єднання» 2016. Картинна галерея ім. А. С. Гваздинського (Нова Каховка). Спільна виставка Володимир Немира Катерина Немира Проект «Схід-Захід єднання» 2016. Виставковий зал (Енергодар) Спільна виставка Володимир Немира Катерина Немира. Проект « Схід — Захід Єднання 2017. Бердянський Художній Музей ім. І. І. Бродського 2017 Спільна виставка Немир. Квітень 2017 в художньому музеї ім. А. І. Куїнджі. (Маріуполь). «Чуття образу». Неологізми від Володимира Немири» музей Олени Кульчицької (Львів). 2017 травень. Спільна виставка Немир « Чуття образу» Липень 2017 (Запоріжжя) Картинна галерея
- Спільна виставка подружжя Немир в галереї «Єлисаветград» (Кропивницький). Вересень, 2017[5].
- Центральний будинок художника «Неологізми від В. Немири» з 30 березня по 9 квітня 2018[6].
- Волинський краєзнавчий музей «Неологізми від В. Немири» з 19 червня 2018[7].
- Персональна виставка «Семіотика барв» 17 січня 2020 Палац Гната Хоткевича (Львів), 12 лютого 2020 (Київ) Галерея мистецтв Деснянського району 9 березня 2020[8].
- Пирятинський культурно- громадський центр персональна виставка «Семіотика барв» 30 серпня 2022 Львівський Палац Мистецтв Персональна виставка «Суголосне»[3].
- Художня виставка Володимира Немири «Абстракція симфори» 4 жовтня-25 жовтня 2022, Бібліотека ім. Лесі Українки (Київ).
- Участь у 3 Міжнародних Осінніх Салонах «Високий Замок».
- Участь у благодійному аукціоні «заради життя» на допомогу воїнам в зоні АТО, постраждалим та сім'ям загиблих[5].
- Художня виставка. Музей етнографії та художнього промислу у Львові. 24-05-2024 [9]

Роботи художника зберігаються у Національному музеї у Львові, Львівській галереї мистецтв, Історико-етнографічному музеї «Бойківщина» (Самбір), Миколаївському історико-краєзнавчому музеї (Львівська область), Волинському краєзнавчому музеї (Луцьк), Маріупольському центрі сучасного мистецтва і культури, Меморіальному музеї Лесі Українки в Ялті, Мистецькому культурному центрі у Торонто (Канада).